# Chiesa di Sant'Ambrogio (Monserrato)
La chiesa parrocchiale di Sant'Ambrogio è la chiesa madre di Monserrato, situata in piazza Padre Silvio Serri.

## Storia
La costruzione della chiesa di Sant'Ambrogio, secondo i canoni dello stile gotico catalano, risale alla seconda metà del XVI secolo.
Un documento notarile attesta che nel 1564 don Geronimo Zapata, canonico decano della cattedrale di Cagliari e prebendato di Pauli de Pirri (antico nome di Monserrato), insieme ai sindaci del paese, prendeva accordi con gli scalpellini (picapedres) Gaspare, Pierotto, Giovanni Antonio Barrai e Giovanni Vacca di Cagliari riguardo alla costruzione del presbiterio, per cui doveva prendersi ad esempio quello della chiesa di San Pietro a Settimo. Nel 1615 venne commissionata la costruzione dei prospetti ai lati della facciata, dotati di merlatura, come doveva presentarsi anche la facciata in origine. Nel 1619 iniziò l'erezione della torre campanaria, crollata tra la fine del XVIII secolo e l'inizio del XIX. La facciata, proprio in seguito al crollo della torre, venne ricostruita nelle forme attuali. L'attuale campanile venne completato nella seconda metà del XIX secolo.
Dal 1º agosto 2014 è guidata dall'attuale parroco, don Marcello Lanero.

## Descrizione
La facciata, chiusa tra due contrafforti, si presenta attualmente con terminale a doppio spiovente, mentre in origine doveva avere un coronamento orizzontale dotato di merli, come quelli che ornano ancora oggi le mura ai lati del prospetto. Alla sinistra della facciata si innalza il campanile, a canna quadra, sormontato da un corpo cilindrico coperto da una cupoletta semisferica. Il portale strombato, con arco a sesto acuto, è incorniciato da colonnine con capitelli scolpiti. Sopra si apre un oculo.
L'interno si presenta a navata unica, con volta a botte, ma gli spazi di comunicazione tra le cappelle laterali, aperti in epoca recente, creano l'illusione della presenza di due ulteriori navatelle. Le cappelle, erette tra il 1569 e il 1629, si aprono sulla navata tramite archi ogivali; le originarie volte a crociera furono sostituite dalle attuali coperture a botte.
Il presbiterio presenta invece l'originaria volta a crociera stellare, con gemme pendule scolpite agli incroci tra i costoloni; i peducci che reggono l'arco di accesso sono ornati da angeli scolpiti, recanti lo stemma dei Sanjust. L'altare maggiore, marmoreo, presenta un paliotto con intarsi policromi e l'immagine di sant'Ambrogio, risalente al 1706. Sopra l'altare si trova il prezioso ciborio o tabernacolo, in legno dorato scolpito, a forma di tempio, dotato di colonnine, nicchie e volute; l'opera, dell'artista Giovanni Angelo Pusceddu, risale al 1654.
Di particolare rilievo sono anche opere quali il fonte battesimale in marmo bianco scolpito (1647), il paliotto marmoreo (1767) nella cappella del Santo Cristo, le statue lignee del Crocifisso e di Sant'Ambrogio attribuite a Giuseppe Antonio Lonis, la grande croce astile processionale in argento (XVII secolo).